# Torrazza Coste
Torrazza Coste là một đô thị ở tỉnh Pavia trong vùng Lombardia của Ý, có cự ly khoảng 50 km về phía nam của Milan và khoảng 25 km về phía tây nam của Pavia. Tại thời điểm ngày 31 tháng 12 năm 2004, đô thị này có dân số 1.516 người và diện tích là 16,1 km².
Torrazza Coste giáp các đô thị sau: Borgo Priolo, Codevilla, Montebello della Battaglia, Retorbido, Rocca Susella.